# Колонешть (комуна, Олт)
Колонешть, Колонешті (рум. Colonești) — комуна у повіті Олт в Румунії. До складу комуни входять такі села (дані про населення за 2002 рік):
- Берешть (261 особа)
- Бетерень (115 осіб)
- Влайч (149 осіб)
- Гуєшть (329 осіб)
- Келбешть (125 осіб)
- Кирстань (228 осіб)
- Колонешть (655 осіб)
- Мерунцей (261 особа)
- Невирджень (99 осіб)

Комуна розташована на відстані 114 км на захід від Бухареста, 33 км на північний схід від Слатіни, 76 км на північний схід від Крайови, 135 км на південний захід від Брашова.

## Населення
За даними перепису населення 2002 року у комуні проживали 2222 особи. Усі жителі комуни рідною мовою назвали румунську.
Національний склад населення комуни:
| Національність | Кількість осіб | Відсоток |
| -------------- | -------------- | -------- |
| румуни         | 2220           | 99,9%    |
| турки          | 2              | 0,1%     |

Склад населення комуни за віросповіданням:
| Релігія     | Кількість осіб | Відсоток |
| ----------- | -------------- | -------- |
| православні | 2215           | 99,7%    |
| адвентисти  | 7              | 0,3%     |

## Зовнішні посилання
- Дані про комуну Колонешть на сайті Ghidul Primăriilor [Архівовано 6 лютого 2013 у Wayback Machine.]